# Wiktor Kubiak

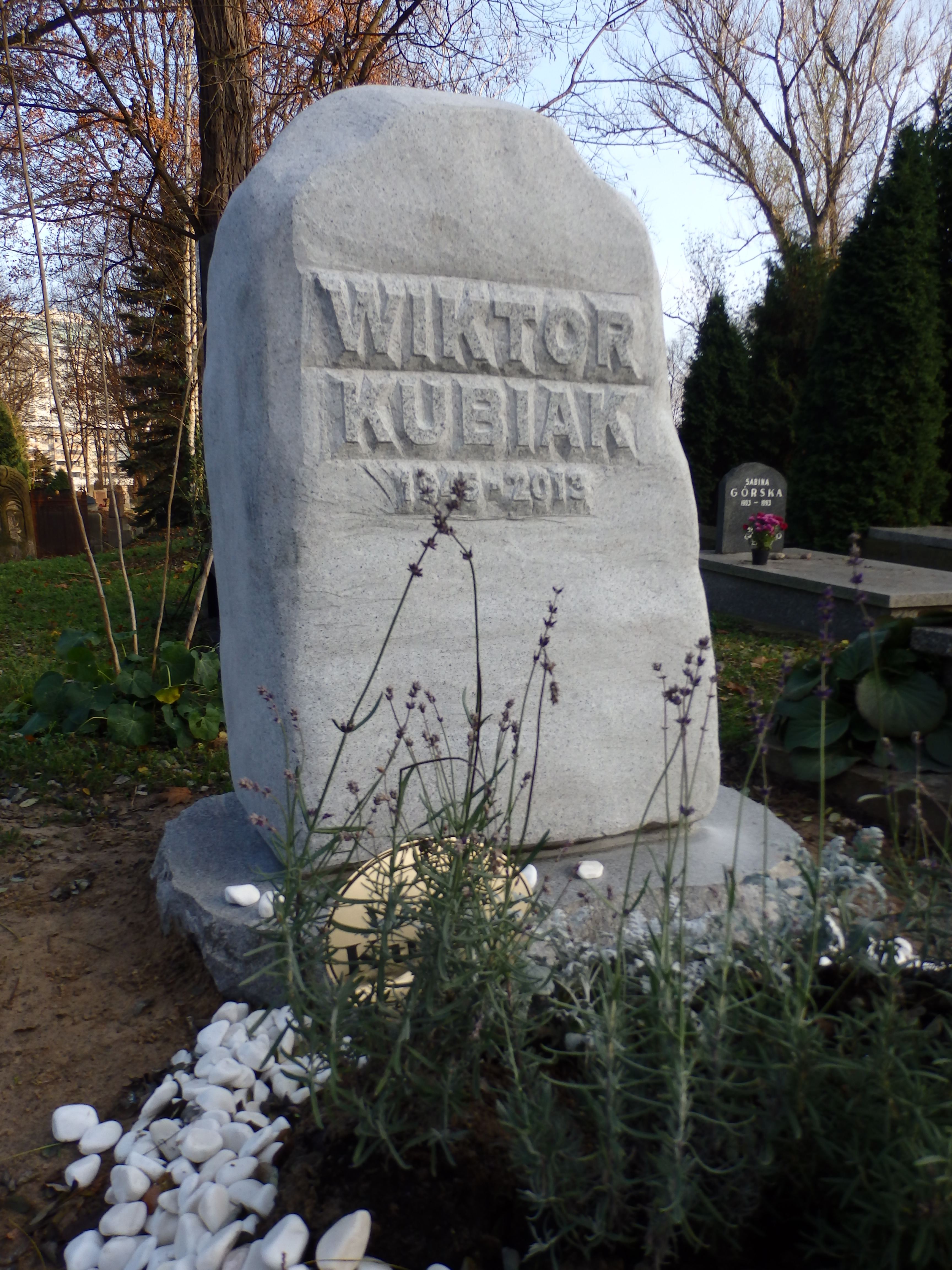
Grób Wiktora Kubiaka na cmentarzu żydowskim w Warszawie

Wiktor Kubiak, pierwotnie Wiktor Alberg (ur. 3 marca 1945 w Brześciu, zm. 25 października 2013 w Londynie) – polski przedsiębiorca i menedżer muzyczny.

## Życiorys
Urodził się w rodzinie żydowskiej, jako syn Jakuba Alberga (Karola Kubiaka) i Hanny z domu Wajs (1908–1959).
W Polsce ukończył ekonomię i prawo. W 1965 r. wyjechał do Szwecji. Tam, według pochodzących od niego informacji, zajmował się biznesem.
W 1986 r., mając szwedzkie obywatelstwo i paszport, rozpoczął interesy w PRL. Był właścicielem przedsiębiorstwa zagranicznego Batax PZ, przedstawicielem firmy Batax Ltd., zajmującej się bankowością, z siedzibą na Bahamach.
Według informacji zawartych w raporcie z likwidacji Wojskowych Służb Informacyjnych, firma „Batax”, której Kubiak był właścicielem, odgrywała istotną rolę w działalności komunistycznego wywiadu wojskowego, a sam przedsiębiorca był osobą powiązaną z komunistycznymi służbami specjalnymi. Zarząd II Sztabu Generalnego, używając tej firmy, przeprowadzał operacje finansowe, znane jako „Akredytywa” i „Portfolio”. Środki finansowe pochodziły z Central Handlu Zagranicznego.
W 1989 r. zaangażował się we wspieranie środowisk politycznych. Zaoferował pomoc m.in. Kongresowi Liberalno-Demokratycznemu. „New York Times”, pisząc w 1992 r. o nim jako sponsorze Metra, wspomina, że biznesmen finansował KLD. Z nadania tej partii, w 1991 r. Kubiak był pełnomocnikiem ministra ds. przekształceń własnościowych Janusza Lewandowskiego w sprawie Thomson-Polkolor.
Był producentem musicalu Metro, którego prapremiera odbyła się 30 stycznia 1991 r. w Teatrze Dramatycznym w Warszawie. Wtedy też nawiązał współpracę z Edytą Górniak, której później stał się promotorem w kraju i za granicą.
W 1992 r. znalazł się na liście stu najbogatszych Polaków tygodnika „Wprost” (pozycja 99.).
W 1995 r. założył wytwórnię płytową ORCA Ltd w Londynie. W latach 1998–2003 był menedżerem Anity Lipnickiej, a od 2009 r. do śmierci był menedżerem Nataszy Urbańskiej.
Pochowany na cmentarzu żydowskim przy ulicy Okopowej w Warszawie.

## Dyskografia
- 1994: Edyta Górniak singel „Once In A Lifetime” – „To nie ja”[11]
- 1995: Edyta Górniak album „Dotyk”[12]
- 1998: Edyta Górniak singel „When you come back to me”[13]
- 1998: Edyta Górniak singel „Anything”[14]
- 1998: Anita Lipnicka album „To co naprawdę”[15]
- 1998: Anita Lipnicka singel „Historia jednej miłości”[16]
- 1998: Anita Lipnicka singel „O niczym”[17]
- 1999: Anita Lipnicka singel „Gin z Tonikiem”[18]
- 1999: Edyta Górniak singel „ Linger”[19]
- 1999: Edyta Górniak singel „One & One”[20]
- 1999: Edyta Górniak singel „Hunting High & Low”[21]
- 1999: Edyta Górniak singel „Stop!”[22]
- 2000: Anita Lipnicka album „Moje oczy są zielone”[23]
- 2002: Edyta Górniak singel „ Nie proszę o więcej”[24]
- 2002: Edyta Górniak maxi singel „Perła”[25]
- 2002: Edyta Górniak singel „Słowa jak motyle”[26]
- 2003: Anita Lipnicka & John Porter album „ Nieprzyzwoite piosenki”[27]
- 2004: Anita Lipnicka & John Porter singel „Then & Now”[28]